# Joram de Judá
Joram fue el quinto rey de Judá y el séptimo de la casa de David, que reinó en el período 848 a. C. - 841 a. C. aproximadamente.
Fue hijo y sucesor de Josafat y esposo de Atalía, hija del rey Ajab o Acab de Israel. Ascendió al trono a los treinta y dos años de edad y reinó durante ocho años. Según 2 R. 8:16, Joram se convirtió en rey de Judá en el quinto año de Joram de Israel, cuando su padre Josafat era (todavía) rey de Judá, lo que indica una corregencia. Joram de Israel a su vez ascendió al poder cuando era el segundo año de la corregencia de Joram de Judá. Para asegurar su posición, mató a sus seis hermanos. La Biblia dice que «hizo el mal a los ojos de Yahvéh» (2 R. 8:18) y lo atribuye a la influencia de la familia de la reina, su esposa Atalía.
Gracias a la influencia de su esposa, mantuvo buenas relaciones con Israel, a pesar de lo cual, su posición era insegura, por las revueltas de Edom contra la autoridad de Judá. Cuando Joram marchó contra ellos, su ejército huyó frente a los edomitas, y se vio obligado a reconocer su independencia. Joram pasó a Saír con sus carros de guerra, para tratar de restablecer el dominio de Judá. Los idumeos lo cercaron, pero aunque Joram logró batirlos y romper el cerco, no pudo recuperar el territorio rebelde. También Libná se alzó contra el Reino de Judá.
Joram murió en 843 a. C., a los cuarenta años de edad por una enfermedad incurable en los intestinos. Le sucedió su hijo menor Ocozías de Judá porque una banda armada de filisteos, árabes y etíopes se llevaron cautivos a los otros hijos del rey Joram y a todas sus mujeres, aunque 42 de sus hijos fueron rescatados durante el reinado de Ocozías de Judá y a la única mujer de Joram que rescataron fue Atalía. Tiempo después, sus otros cuarenta y dos hijos restantes fueron arrestados en Bet-Equed por Jehú, rey de Israel, y degollados en la cisterna de ese sitio.
De acuerdo con Mateo 1:1-17, Joram es el padre de Uzías (Azarías).
Uzías es el padre de Jotam.
Jotam padre de Acaz.
Acaz padre de Ezequías.
Ezequías padre de Manasés.
Manasés padre de Amón.
Amón padre de Josías.
Josías padre de Jeconías.
Jeconías padre de Salatiel.
Salatiel padre de Zorobabel.
Zorobabel padre de Abiud.
Abiud padre de Eliaquim.
Eliaquim padre de Azor.
Azor padre de Sadoc.
Sadoc padre de Aquim.
Aquim padre de Eliud.
Eliud padre de Eleazar.
Eleazar padre de Matán.
Matán padre de Jacob.
Jacob padre de José de Nazaret.
José padre de Jesús de Nazaret.
| Predecesor: Josafat | Rey de Judá 849 – 843 a. C. | Sucesor: Ocozías |